# Dicraeus miscanthi
Dicraeus miscanthi är en tvåvingeart som beskrevs av Nartshuk 1967. Dicraeus miscanthi ingår i släktet Dicraeus och familjen fritflugor. Inga underarter finns listade i Catalogue of Life.